# Cmentarz Libeňski
Cmentarz Libeňski (cz. Libeňský hřbitov) – cmentarz położony w stolicy Czech w dzielnicy Praga 8 (Libeň) przy ulicy Na Korábě.

## Historia
W 1865 proboszcz z Libenia złożył wniosek o założenie nowego cmentarza, niestety został on w marcu 1866 odrzucony przez władze. Zmarli mieszkańcy Libenia byli nadal chowani na starym cmentarzu w Proseku przy kościele świętego Wacława, którego rejon obejmował również Prosek, Střížkov i Vysočany. W 1872 i 1873 cmentarz Prosecki był już tak zapełniony, że zgodnie z decyzją władz z 1881 lokalne społeczności musiały przygotować nowy cmentarz z własnych funduszy. Powstał wówczas nowy cmentarz, który został konsekrowany 5 listopada 1882 przez kanonika praskiego Eduarda Terša. Pierwszy pogrzeb odbył się tego samego dnia. Nowy cmentarz również szybko się zapełnił, w związku z tym konieczne stało się powiększenie jego powierzchni, została ona poświęcona 12 marca 1886 przez Jana Páva. Po pierwszej wojnie światowej rozbudowano cmentarz po raz trzeci, w 1946 zbudowano katakumby wzdłuż murów drugiej i trzeciej części cmentarza.
Pochowany jest tu Jan Krištof, członek i założyciel klubu Sokol Libeň, dekadencki poeta Karel Hlaváček, generał dywizji Karel Janoušek i pilot terenowy Eduard Šimek .